# Strada principale 3
La strada principale 3 (H3; in tedesco Hauptstrasse 3; in francese route principale 3) è una strada principale della Svizzera. È un importante asse nord-sud e collega Basilea a Castasegna tra i cantoni Basilea Città, Basilea Campagna, Argovia, Zurigo, Svitto, Glarona, San Gallo e Grigioni.